# 霍尔格·格兰多夫
霍尔格·格兰多夫（德語：Holger Glandorf，1983年3月30日—），德国前男子手球运动员。他曾代表德国国家队参加2008年夏季奥林匹克运动会男子手球比赛，结果获得第九名。